# Quel (La Rioja)
Quel ist ein Ort und eine Gemeinde (municipio) mit 2.139 Einwohnern (Stand: 2024) im Süden der Autonomen Gemeinschaft La Rioja in Spanien.

## Lage
Der Ort Quel liegt zu Füßen eines ca. 100 m hohen langgestreckten Felsrückens (Peña de Quel) am Río Cidacos in einer Höhe von etwa 490 m. Die Entfernung zur nordwestlich gelegenen Provinzhauptstadt Logroño beträgt ca. 50 km (Fahrtstrecke). Das Klima ist gemäßigt bis warm; Regen (ca. 525 mm/Jahr) fällt überwiegend im Winterhalbjahr.

## Bevölkerungsentwicklung
| Jahr      | 1857  | 1900  | 1950  | 2000  | 2017  |
| Einwohner | 1.727 | 2.031 | 2.607 | 1.888 | 2.011 |

Trotz der Mechanisierung der Landwirtschaft, der Aufgabe bäuerlicher Kleinbetriebe und des daraus resultierenden geringeren Arbeitskräftebedarfs ist die Zahl der Einwohner in etwa konstant geblieben.

## Wirtschaft
Der Ort war und ist in hohem Maße geprägt von der Landwirtschaft, vor allem von der Viehzucht (Milch, Käse). In früheren Zeiten diente der Ort als Handwerks- und Marktzentrum für einige – mittlerweile meist verlassene – kleinere Einzelgehöfte und Weiler in der Umgebung.  Im 17. und 18. Jahrhundert gab es eine bedeutende Schuhproduktion, von der sich immer noch Reste erhalten haben. Seit der Mitte des 20. Jahrhunderts spielt der Tourismus (Wandern und Ferienwohnungen) eine wichtige Rolle als Einnahmequelle für die Gemeinde; außerdem gehört der Ort zum Weinbaugebiet Rioja Baja. Im Jahr 2002 wurde auf dem Felsrücken eine Windkraftanlage in Betrieb genommen.

## Geschichte

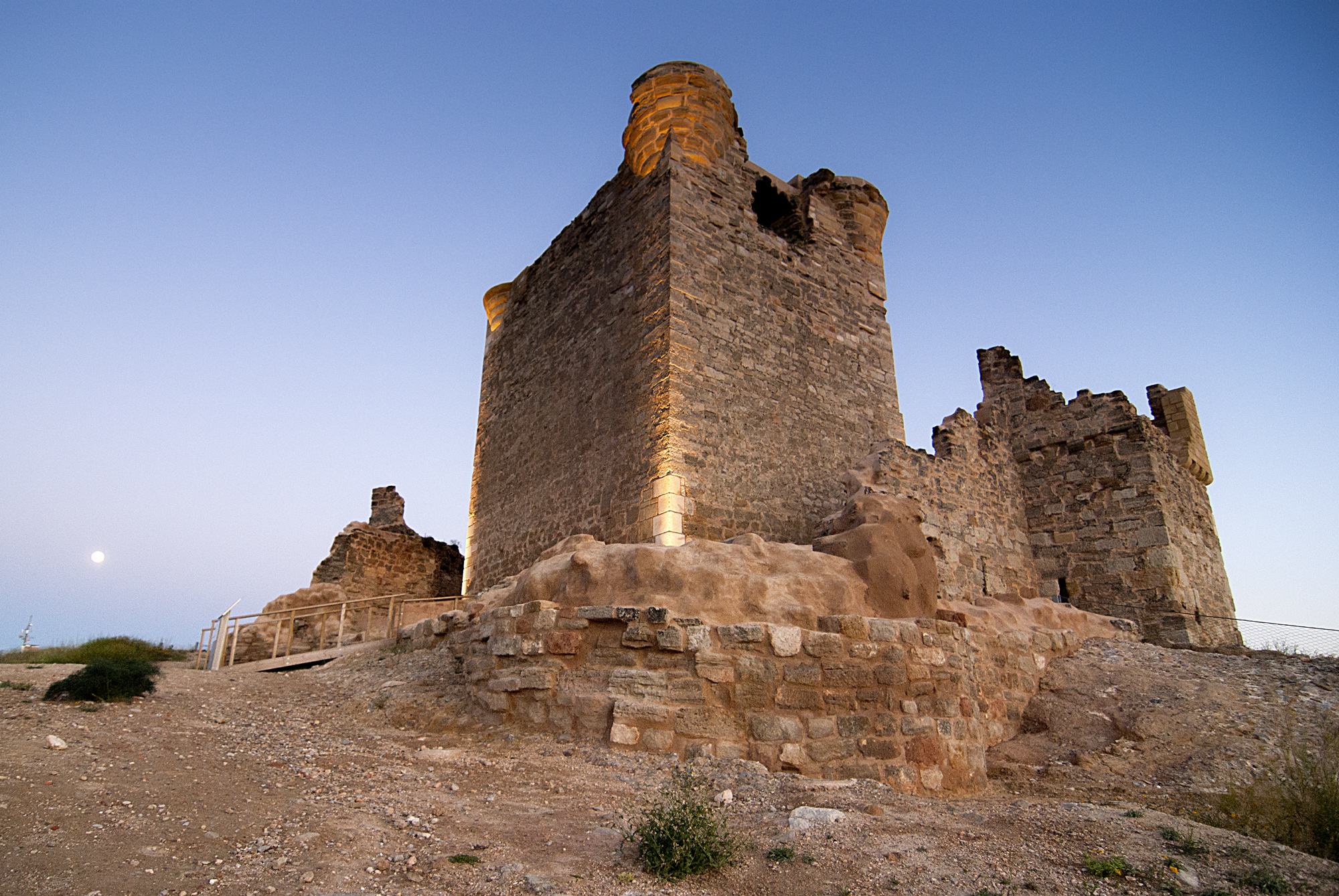
Quel – Castillo

Quel (oder Kel) lag an einer alten Römerstraße im Tal des Río Cidacos, die Calagurris Iulia (Calahorra) mit Numantia (bei Soria) verband. Im 8. Jahrhundert drangen die Mauren bis in die Gegend vor, doch wurden sie bereits im 10. Jahrhundert im Rahmen der Reconquista nach Süden abgedrängt. Im Mittelalter war die Gegend zwischen dem Königreich Aragón und dem immer dominanter werdenden Königreich Kastilien umstritten und wechselte mehrfach den Grundherrn (señor).

## Sehenswürdigkeiten
- Von der im 15. Jahrhundert (an älterer Stelle?) erbauten Festung (castillo) sind nur noch der Bergfried (torre del homenaje) und einige Mauerreste erhalten.[5][6]
- Die einschiffige Iglesia de San Salvador wurde in den Jahren 1561 bis 1580 mit Anklängen an den Mudéjar-Stil erbaut.
- Die aus dem 18. Jahrhundert stammende Ermita del Cristo de la Transfiguración diente lange Zeit als Pfarrkirche.
- Am Ortsrand befinden sich mehrere Felskeller (bodegas).